# 영광 불갑사 지장시왕도
영광 불갑사 지장시왕도(靈光 佛甲寺 地藏十王圖)은 대한민국 전라남도 영광군 불갑면 불갑사에 있는 조선시대의 불화이다. 2011년 8월 26일 전라남도의 유형문화재 제308호로 지정되었다.

## 개요
영광 불갑사 지장시왕도는 지장을 본존으로 하여 도명존자, 무독귀왕, 시왕, 범천, 제석천, 사자, 판관, 사천왕 등을 배열한 형식을 지니고 있다. 화기의 기록으로 1777년 영산회상도와 함께 제작되었다. 밝고 선명한 색조, 가늘고 섬세한 필법, 안정적이면서 원근감이 느껴지는 화면 구성, 다양한 모습의 시왕 및 권속들의 표현 등 우수한 회화적 기법을 구사하고 있다. 또한 당시 조계산 선암사를 중심으로 활동하던 불화승 비현, 복찬, 쾌윤 등에 의하여 제작되었다. 하단의 부분적 손상이 있으나 전반적인 바탕화면과 색상의 보존상태가 좋고, 불화의 가치도 높다.

## 참고 자료
- 영광 불갑사 지장시왕도 - 국가유산청 국가유산포털